# 尚蒂伊蛋糕

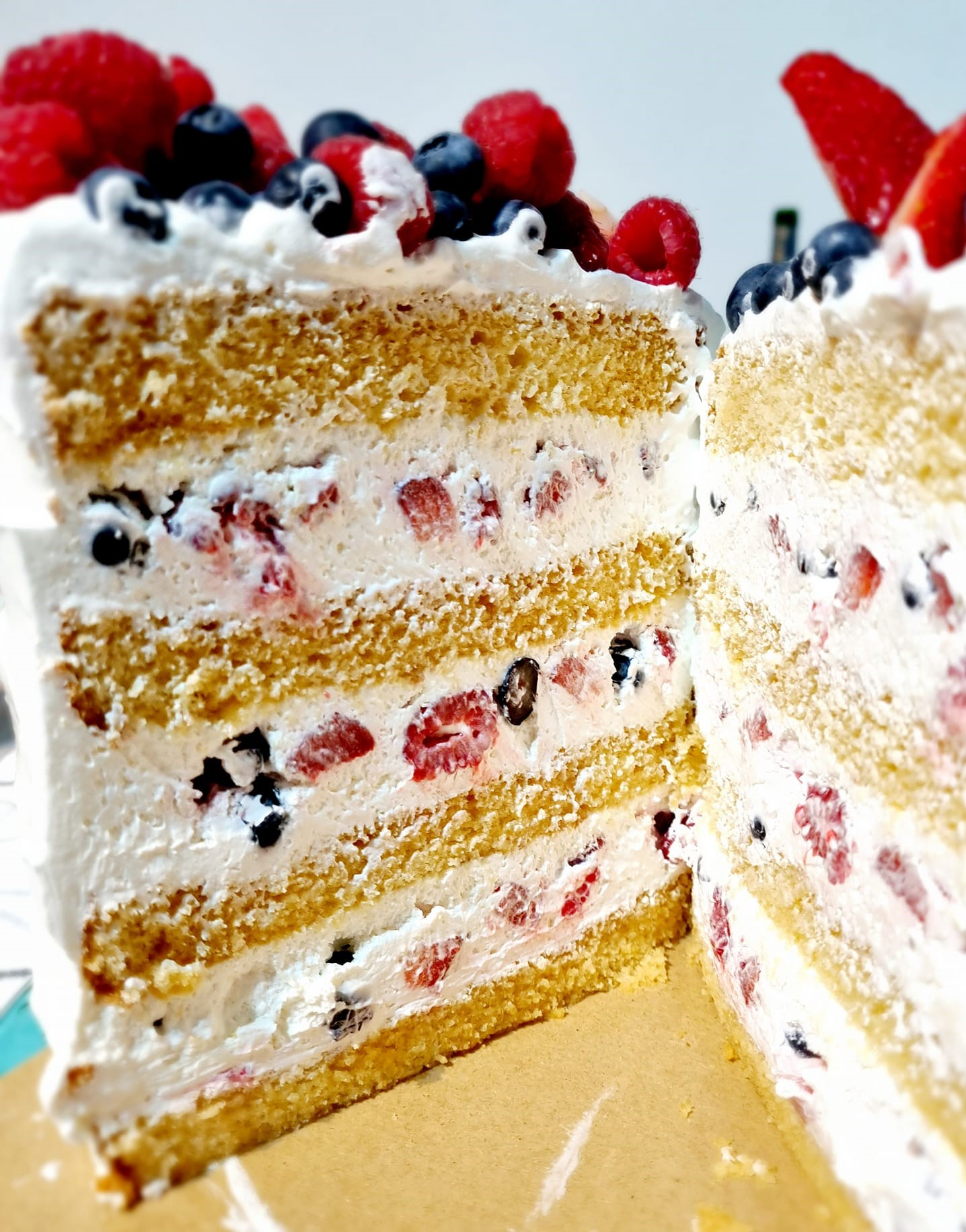
尚蒂伊蛋糕

尚蒂伊蛋糕（英語：Berry chantilly cake）是一种夹心蛋糕，其内部填满了浆果和香缇奶油（一种加糖鲜奶油）。在美国南部较为流行。
尚蒂伊蛋糕目前普遍流行的版本是由面包师查雅·康拉德于2005年在新奥尔良的Whole Foods面包店工作时设计的。多年来，在查雅为不同的面包店工作期间她多次改变配方。之后查雅在鲜奶油里加入了马斯卡彭奶酪。
有一种改良版本使用了米粉制作蛋糕，而里面填入果酱和蛋奶沙司代替新鲜浆果，并在上面涂上香缇奶油。这个版本也被称为「trifle cake」（小蛋糕）。